# Gesetz über die Entziehung der Freiheit geisteskranker, geistesschwacher, rauschgift- oder alkoholsüchtiger Personen
Das Gesetz über die Entziehung der Freiheit geisteskranker, geistesschwacher, rauschgift- oder alkoholsüchtiger Personen war ein hessisches Landesgesetz zur Unterbringung psychisch kranker Menschen.
Es stammt aus dem Jahre 1952 und war zum Zeitpunkt seiner Aufhebung am 1. August 2017 die älteste in einem Bundesland diese Sachverhalte regelnde Norm.
Am 3. Juli 2013 legte die Landesregierung den Gesetzesvorschlag eines neuen „Hessischen Unterbringungsgesetzes (HUG)“ vor, das das bisherige Gesetz ablösen sollte. Am 4. Mai 2017 beschloss der hessische Landtag das Hessische Gesetz über Hilfen bei psychischen Krankheiten, das zum 1. August 2017 in Kraft trat und damit das Gesetz über die Entziehung der Freiheit geisteskranker, geistesschwacher, rauschgift- oder alkoholsüchtiger Personen aufhob.